# Rolf Lechner
Rolf Lechner (* 1942 in Königsberg) ist ein deutscher Unternehmer im Immobilienbereich.
Er studierte Wirtschaftsingenieurwesen an der TU Berlin. Seit dem Wintersemester 1962/63 ist er Mitglied der Burschenschaft Teutonia Jena, die während der Zeit der Deutschen Teilung in West-Berlin ansässig war. Im Jahre 1975 gründete er das Immobilienunternehmen Bodentreuhand Verwaltungs-Aktiengesellschaft, kurz BOTAG. Er konzipierte unter anderem Hotels, Sozialwohnungen, Einkaufszentren, Bürohäuser und Ferienparks. Er war Vorstandsvorsitzender der Gesellschaft bis zum Jahre 2000, dann verkaufte er seine Anteile an die IVG. Er ist heute als Vorstandsvorsitzender der Immobilien-Experten-AG und der Hotel Property AG (HOPAG) tätig.